# Główka ustalona

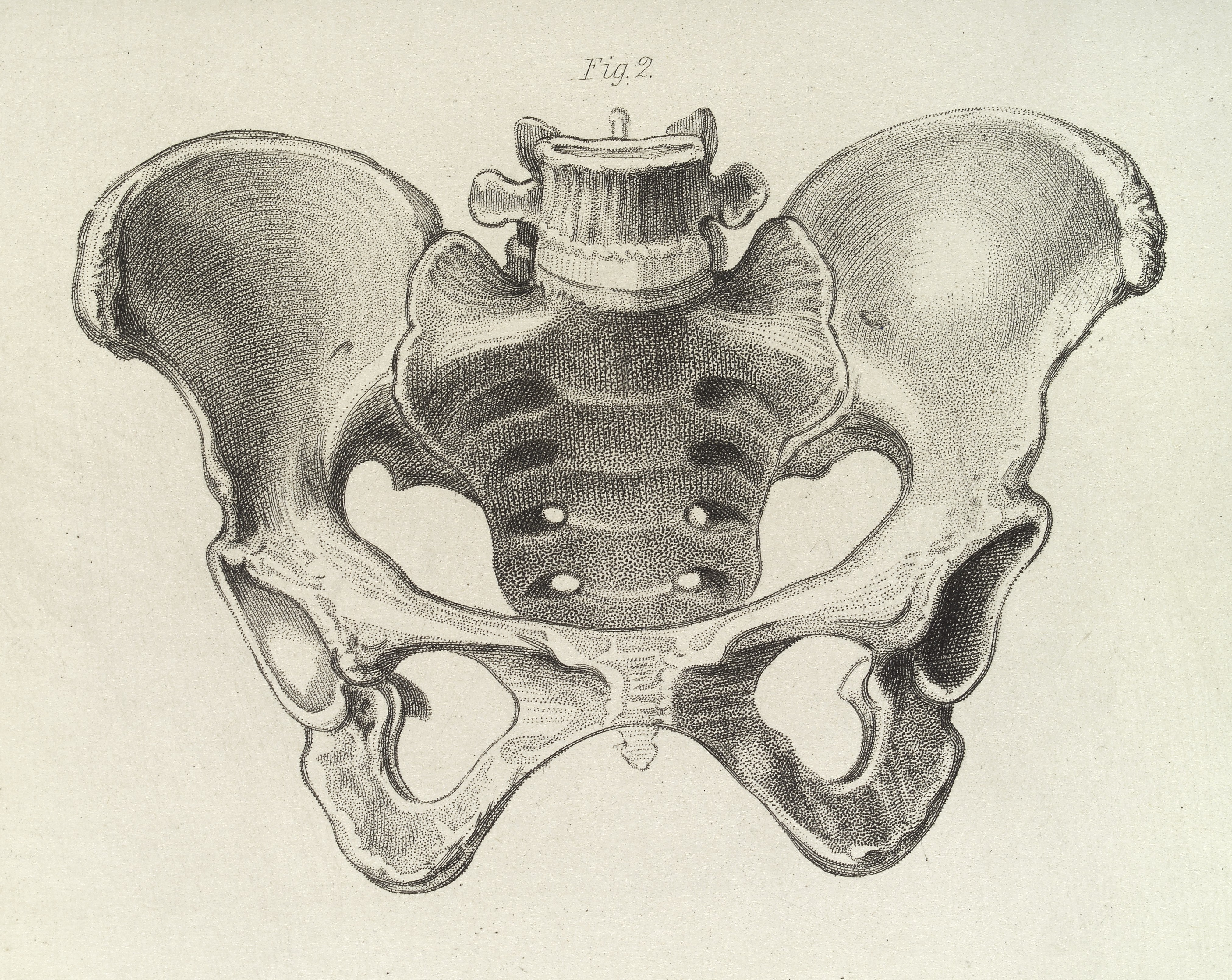
Miednica kobiety

Główka ustalona – określenie używane w położnictwie, świadczące o tym, że głowa płodu swoim największym obwodem wstawiła się do wchodu miednicy, lub go minęła.